# انتخابات سراسری لسوتو (۱۹۹۸)
انتخابات سراسری در کشور لسوتو در تاریخ ۲۴ مه ۱۹۹۸ برگزار شد، به‌جز در حوزهٔ انتخابیهٔ قوتینگ که به‌دلیل درگذشت یکی از نامزدها، رأی‌گیری تا ۱ اوت به تعویق افتاد.
نتایج نشان‌دهندهٔ پیروزی قاطع حزب تازه‌تأسیس کنگره دموکراتیک لسوتو (LCD) بود که توانست ۷۹ کرسی از مجموع ۸۰ کرسی را به‌دست آورد. این حزب از انشعاب حزب کنگره باسوتولند (BCP) تشکیل شده بود که در انتخابات ۱۹۹۳ پیروز شده بود.
از میان ۱٬۰۱۷٬۷۵۳ رأی‌دهندهٔ ثبت‌نام‌شده، ۵۹۳٬۹۵۵ رأی معتبر به صندوق ریخته شد.
به‌دلیل عدم تناسب شدید بین تعداد آرا و کرسی‌های تخصیص‌یافته (به‌طوری که حزب دوم تنها یک کرسی به‌دست آورد)، اعتراضات، شورش‌ها و ناآرامی‌های گسترده‌ای در کشور رخ داد که با آتش‌سوزی، خشونت، و غارت همراه بود. این شرایط دولت را وادار کرد تا از جامعه توسعه آفریقای جنوبی درخواست کمک نظامی کند. عملیات بولیاس به رهبری آفریقای جنوبی در قالب مداخله‌ای برای "بازگرداندن دموکراسی و حاکمیت قانون" از ۲۲ سپتامبر ۱۹۹۸ تا ۱۵ مه ۱۹۹۹ (به‌مدت ۸ ماه) اجرا شد.

## نتایج انتخابات ۱۹۹۸
بر پایه آمار منتشرشده، نتایج احزاب سیاسی در انتخابات مجلس ملی لسوتو در ۲۴ مه ۱۹۹۸ به شرح زیر است:
| حزب                      | آرا     | درصد آرا | کرسی‌ها | تغییر نسبت به دورهٔ پیش |
| ------------------------ | ------- | -------- | ------ | ---------------------- |
| کنگره دموکراتیک لسوتو    | ۳۵۹٬۷۶۴ | ۶۰٫۵۰٪   | ۷۹     | جدید                   |
| حزب ملی باسوتو           | ۱۴۵٬۲۱۰ | ۲۴٫۴۵٪   | ۱      | ۱+                     |
| کنگره باسوتولند          | ۶۲٬۳۱۳  | ۱۰٫۴۸٪   | ۰      | ۶۵−                    |
| حزب آزادی مارماتلو       | ۷٬۵۴۶   | ۱٫۲۷٪    | ۰      | —                      |
| اتحاد دموکراتیک سافاته   | ۳٬۱۶۰   | ۰٫۵۳٪    | ۰      | جدید                   |
| جبهه مردمی برای دموکراسی | ۳٬۰۷۷   | ۰٫۵۲٪    | ۰      | —                      |
| حزب ترقی‌خواه ملی لسوتو   | ۲٬۸۹۷   | ۰٫۴۹٪    | ۰      | جدید                   |
| حزب ملی مستقل            | ۱٬۶۴۴   | ۰٫۲۸٪    | ۰      | —                      |
| حزب کنگره برای دموکراسی  | ۱٬۱۸۵   | ۰٫۲۰٪    | ۰      | جدید                   |
| حزب دموکراتیک متحد       | ۳۵۷     | ۰٫۰۶٪    | ۰      | —                      |
| حزب باسوتو کوپانانگ      | ۱۷۴     | ۰٫۰۳٪    | ۰      | —                      |
| حزب آموزش لسوتو          | ۹۲      | ۰٫۰۲٪    | ۰      | —                      |
| نامزدهای مستقل           | ۶٬۵۳۶   | ۱٫۱۰٪    | ۰      | —                      |
| جمع کل                   | ۵۹۳٬۹۵۵ | ۱۰۰٫۰۰٪  | ۸۰     | –                      |